# Jak-1

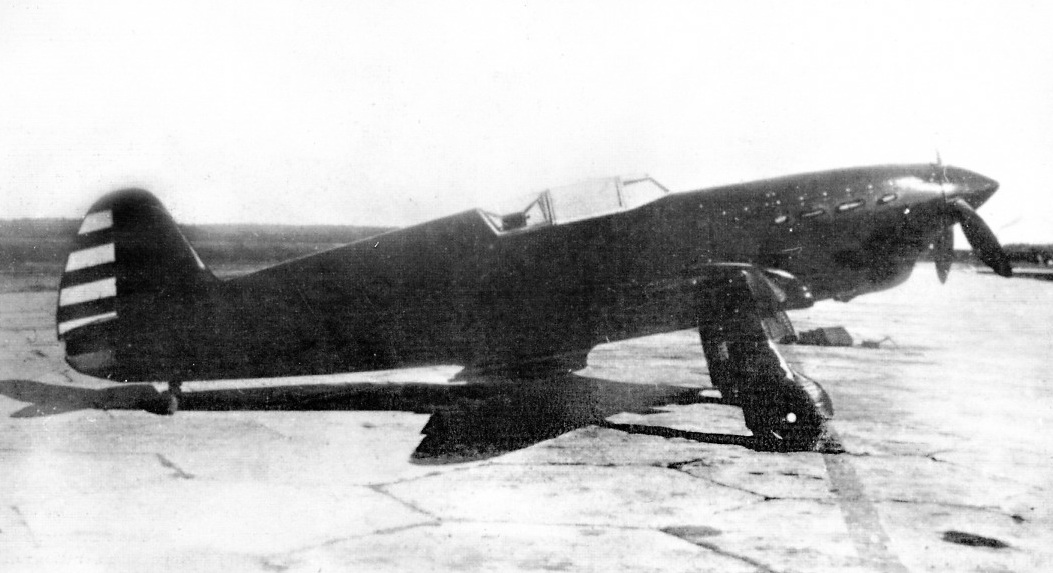
Prototyp I-26

Jak-1 (ros. Як-1) – radziecki samolot myśliwski z 1940 roku. Był pierwszym z rodziny samolotów myśliwskich powstałych w biurze konstrukcyjnym Jakowlewa, stanowiących podstawowe myśliwce radzieckie okresu II wojny światowej. Z Jaka-1 wywodziły się myśliwce Jak-3, a w ramach drugiej równoległej gałęzi rozwoju, myśliwce Jak-7 i Jak-9.

## Rozwój

### I-26
Pod koniec lat 30., radzieckie lotnictwo wojskowe odczuło potrzebę wprowadzenia nowych jednopłatowych myśliwców, o osiągach porównywalnych z najnowszymi konstrukcjami zagranicznymi. W styczniu 1939 podczas narady na Kremlu ustalono najpilniejsze zadania radzieckiego przemysłu lotniczego, w których szczególny nacisk położono na jak najszybsze wdrożenie do produkcji nowoczesnych samolotów myśliwskich.  W ciągu dwóch lat do produkcji seryjnej skierowano cztery prototypy (litera "I" oznacza istriebitiel – myśliwiec):
- I-200 Polikarpowa / Mikojana i Guriewicza (oznaczony następnie MiG-1)
- I-301 Ławoczkina, Gorbunowa i Gudkowa (oznaczony następnie ŁaGG-3)
- I-26 Jakowlewa (oznaczony następnie Jak-1)
- I-180 Polikarpowa (następnie produkcja anulowana)

Prototyp I-26 powstał w Doświadczalnym Biurze Konstrukcyjnym (OKB) nr 115, którego kierownikiem był Aleksander Jakowlew. Wiosną 1939 Stalin osobiście polecił Jakowlewowi, nie zajmującemu się dotąd konstrukcją myśliwców, skonstruować nową maszynę tego typu. Według planów Jakowlewa nowa maszyna miała odpowiadać najlepszym wówczas myśliwcom: Supermarine’om Spitfire’om i Messerschmittom Bf 109, a jednocześnie miała powstać z łatwo dostępnych materiałów i silników produkowanych w ZSRR. W powstaniu tej konstrukcji Jakowlew opierał się na doświadczeniach, które zdobył tworząc szkolno-treningową maszynę UT-1. Stosowanymi silnikami miały być wersje rozwojowe produkowanego na licencji silnika rzędowego firmy Hispano-Suiza, powstające w biurze konstrukcyjnym W. Klimowa. Konstruktorami wiodącymi myśliwca stali się inżynierowie K. Sinełycikow i K. Wigant. Początkowo miał go napędzać nowy silnik M-106 o mocy 1350 KM (993,6 kW), a jako uzbrojenie planowano działko kal. 20 mm SzWAK i cztery karabiny maszynowe 7,62 mm. Wystąpiły jednak problemy z rozwojem silnika M-106 i ostateczna wersja otrzymała słabszy silnik M-105P o mocy 1100 KM. Również uzbrojenie zredukowano do działka 20 mm i dwóch km-ów z uwagi na konieczność zmniejszenia masy; takie też uzbrojenie trafiło na samoloty seryjne.
Pierwszy prototyp I-26-1 ukończono w ostatnich miesiącach 1939 roku, próby naziemne rozpoczęto 1 stycznia 1940, a pierwszy lot maszyna odbyła 13 stycznia tego samego roku. Podczas prób, wykryto jednak liczne wady samolotu wynikające z niedopracowania konstrukcji i jej zbyt małej wytrzymałości, wiążącej się ze wzrostem masy w stosunku do zakładanej. Prototyp m.in. piętnaście razy musiał przymusowo lądować, a 27 kwietnia, w swoim 43. locie uległ katastrofie, w której zginął jego oblatywacz Julian Piontkowski (za prawdopodobną przyczynę uznano uszkodzenie konstrukcji skrzydła przez wysunięcie się, a następnie wyłamanie podwozia w locie). 23 marca 1940 oblatano drugi nieco ulepszony prototyp I-26-2. Między innymi, otrzymał on powiększony statecznik pionowy i chłodnicę oleju pod silnikiem, charakterystyczne dla wszystkich dalszych wersji Jaka-1 i większości myśliwców rodziny Jak. Mimo dalszego wykazywania niedostatków technicznych, osiągnął on prędkość 595 km/h. W dniach 1-15 czerwca 1940 przeprowadzono próby państwowe, których jednak prototyp nie przeszedł; nakazano natomiast usunięcie 123 usterek.
We wrześniu 1940 ukończono trzeci prototyp I-26-3. Usunięto na nim większość wykrytych wad, przede wszystkim zaś zwiększono wytrzymałość konstrukcji skrzydeł i wzmocniono podwozie. Pod koniec 1940 roku samolot ten ukończył próby państwowe, aczkolwiek w dalszym ciągu pozostały do usunięcia wady, jak przegrzewanie się oleju i brak radiostacji. Wzmocnienie konstrukcji spowodowało z kolei wzrost masy i obniżenie osiągów.
Mimo problemów z rozwojem prototypów, już 19 lutego 1940 zdecydowano skierować samolot do produkcji w fabryce nr 301, a następnie także w fabryce 292. Od marca 1940 zbudowano 12 samolotów I-26 pierwszej serii, opartych na planach I-26-1, kilkakrotnie przerabianych w toku produkcji na wzór nowszych prototypów. Równocześnie prototypy w tym czasie przechodziły liczne przeróbki, zwłaszcza instalacji olejowej i chłodzenia. Jednocześnie wdrażano dopiero do produkcji działka SzWAK i nowe śmigła WISZ-61P. Pierwszy z samolotów seryjnych  ukończono 22 marca 1940 i oblatano 7 czerwca. We wrześniu pierwszą serię przekazano lotnictwu, gdzie przechodziły jesienią próby wojskowe (w 11 Pułku Lotnictwa Myśliwskiego – 11. IAP), a 7 listopada pięć samolotów wzięło udział w defiladzie w Moskwie. Mimo odziedziczonych po prototypie wad, samolot rekomendowano na uzbrojenie lotnictwa, podkreślając dobrą stateczność w locie oraz manewrowość i łatwość pilotażu, lepszą, niż myśliwców I-15 i I-16.

### Jak-1
W grudniu 1940 wraz z wprowadzeniem nowego systemu nazewnictwa, maszyna otrzymała oznaczenie Jak-1, od inicjałów konstruktora. Do końca 1940 roku zbudowano 64 samoloty. Od września 1940 samoloty produkowano także w fabryce nr 292 w Saratowie, która stała się następnie głównym wytwórcą Jaka-1. W moskiewskiej fabryce nr 301, w której powstały prototypy, produkcja trwała do października 1941, później montowano jedynie maszyny z pozostałych części. Plany rozwinięcia produkcji Jaka-1 w innych zakładach nie doszły do skutku (w części z nich produkowano zamiast tego myśliwce Jak-7).
W toku produkcji, wdrażano w kolejnych seriach liczne poprawki i ulepszenia, jednakże samoloty produkowane do połowy 1941 roku w dalszym ciągu miały liczne wady, a późniejsze serie nadal prześladowały pewne problemy, głównie z chłodzeniem oleju. Od 20. serii z października 1941 zaczęto montować radiostacje (początkowo nadajniki jedynie na co dziesiątym, a odbiorniki nie na wszystkich samolotach). Ulepszenia jednak powodowały wzrost masy samolotu do 2950 kg i obniżenie osiągów w stosunku do prototypów (od 29. serii masa ustabilizowała się na poziomie 2917 kg). Prędkość maksymalna seryjnych Jaków-1 wahała się w zależności od serii, a także konkretnego samolotu od 560 do 587 km/h. Oprócz poprawek, wprowadzano także dalsze modyfikacje. Od końca 1941 roku (36. seria) stosowano ulepszony silnik M-105PA o tej samej mocy. Od 49. serii zmniejszono powierzchnię oszklenia za pilotem do dwóch małych bocznych okien, z uwagi na braki pleksiglasu.
Na przełomie 1941 i 1942 wyprodukowano 830 samolotów w zimowym wariancie na składanych nartach, przystosowanych do operowania z zaśnieżonych lotnisk (dalszą przyczyną była chęć oszczędności gumy). Narty jednak powodowały obniżenie prędkości o 30-40 km/h i dlatego produkcji tej wersji nie kontynuowano. Budowane od jesieni 1941 do wiosny 1942 Jaki-1 miały 6 prowadnic dla niekierowanych pocisków rakietowych RS-82. Niektóre maszyny przystosowano do lotów nocnych dodając radiokompas RPK-10, elektryczną sygnalizację położenia podwozia i reflektor do lądowania.

### Jak-1 M-105PF
Od lipca 1942 (79. seria) produkowano samoloty Jak-1 z silnikiem M-105PF (forsowanym; oznaczony następnie WK-105PF). Przy wzroście masy, zwiększono w nim stopień sprężania z 7,29 do 7,43, co umożliwiło uzyskanie większej mocy 1180 KM. Mimo problemów z przegrzewaniem się przy utrzymywaniu wysokich obrotów przez dłuższy czas, zalety w postaci polepszenia osiągów samolotu okazały się decydujące i silnik ten montowano na samolotach Jak-1, a następnie Jak-1b do końca produkcji (5672 sztuk). Samoloty te zadebiutowały bojowo pod Stalingradem jesienią 1942. Na większości samolotów z silnikiem M-105PF montowano cztery wyrzutnie pocisków rakietowych RS-82 i dwa wyrzutniki dla bomb 100 kg, lecz z powodu obniżenia osiągów samolotu, na wielu z nich były one demontowane w jednostkach.

### Jak-1b
Oprócz modyfikacji dotyczących zmniejszenia masy samolotu, próbowano polepszyć jego osiągi przez polepszenie aerodynamiki. W czerwcu 1942 przebudowano jeden z seryjnych Jaków-1 zgodnie z zaleceniami OKB Jakowlewa, obniżając w nim tył kadłuba za kabiną pilota oraz stosując nową osłonę kabiny, w formie kroplowej. Zmieniono też uzbrojenie, zamieniając dwa km-y 7,62 mm SzKAS na jeden wkm 12,7 mm UBS; działko 20 mm SzWAK pozostało bez zmian. Zastosowano także inne modyfikacje, w tym chowane kółko ogonowe, chłodnicę oleju z samolotu Jak-7 i nowe śmigło WISz-105, a także lepszy do obsługi uzbrojenia drążek sterowy, skopiowany z Bf 109. Próby państwowe tej modyfikacji, oznaczonej Jak-1b, prowadzono w lipcu 1942. Poprawiły się niektóre charakterystyki eksploatacyjne samolotu, zwłaszcza widoczność z kabiny pilota do tyłu, dlatego ulepszenia te wprowadzono do produkcji (oznaczenie tej modyfikacji Jak-1b nie jest oficjalnym oznaczeniem wersji produkcyjnej, niemniej jest używane w nowszych źródłach rosyjskich; w starszej literaturze samoloty te błędnie nazywano Jak-1M).
Ulepszenia zaczęto wprowadzać stopniowo na linie produkcyjne od września 1942: najpierw chowane kółko ogonowe (seria 87), następnie kroplowa osłona kabiny i uzbrojenie (seria 99), a w grudniu 1942 pozostałe zmiany (seria 111). Zubożono przy tym wyposażenie samolotów frontowych, zdejmując m.in. radiokompas i reflektor do lądowania (pozostawiono je dla samolotów jednostek obrony powietrznej, zbudowanych w ilości 385 sztuk). Począwszy od 111. serii do końca produkcji zbudowano 4188 samolotów modyfikacji Jak-1b, a wcześniej 273 w wariantach przejściowych.
W starszej literaturze podawano, że jeszcze przed opracowaniem Jaka-1b, modyfikacje polegające na obniżeniu kadłuba za kabiną pilota i dodaniu nowej owiewki z pleksiglasu wprowadzono na istniejących samolotach w warsztatach 42. Pułku Myśliwskiego maj. Szinkarenki, jednakże w rzeczywistości pułk ten używał wówczas myśliwców Jak-7B, a nie Jak-1.

### Jak-1 M-106
W listopadzie 1942 ukończył badania państwowe silnik M-106P o mocy 1350 KM. Zbudowany już w sierpniu 1942 prototyp Jak-1 z tym silnikiem rozwijał prędkość średnio o 10-20 km/h wyższą od Jaków z silnikiem M-105PF, maksymalnie 606 km/h, lecz pojawiły się spore problemy z niewystarczającym chłodzeniem silnika. W styczniu-lutym 1943 zbudowano 47 myśliwców Jak-1 z silnikiem M-106 (z płatowcem Jaka-1b), lecz tylko 19 zdołało przejść odbiór wojskowy. Na skutek niedopracowania systemu chłodzenia, dalszą produkcję przerwano, zwłaszcza, że przerwano również produkcję silników.

### Lekkie Jaki-1
W celu polepszenia osiągów samolotu, podejmowano próby zmniejszenia jego masy, jednak na ogół bez większych zmian konstrukcyjnych, a przez redukcję wyposażenia. Już w marcu-kwietniu 1942 zbudowano w ramach 60. serii 10 samolotów Jak-1 (z silnikiem M-105PA) w lżejszym wariancie dla jednostek obrony powietrznej, m.in. z uzbrojeniem zredukowanym do działka 20 mm oraz zastosowanym metalowym usterzeniem od Jaka-7. Miały one większą prędkość i lepszą manewrowość. Używane były w pułku 12. GIAP obrony Moskwy. Pomimo początkowych planów, produkcji nie kontynuowano z uwagi na wprowadzenie wzmocnionego silnika M-105PF.
Pod wrażeniem osiągów niemieckiego Bf 109G, w październiku 1942 zbudowano 20 Jaków o lżejszej konstrukcji z silnikiem M-105PF (w ramach 96. serii), pozbawionych m.in. karabinów maszynowych, radiostacji i z usterzeniem od Jaka-7. Dzięki obniżeniu masy do 2780 kg, ich osiągi wzrosły, zwłaszcza prędkość wznoszenia (prędkość pozioma do 592 km/h). Używane były w 512. i 520. pułkach myśliwskich.

## Użycie
Do ataku III Rzeszy na ZSRR wyprodukowano 425 myśliwców Jak-1, łącznie z prototypami. Z tej liczby jednak w chwili wybuchu wojny 22 czerwca 1941 jedynie 105 znajdowało się w zachodnich okręgach wojskowych i 11 w lotnictwie Floty Bałtyckiej, pozostałe w jednostkach obrony powietrznej miast w głębi kraju lub nie odebrane przez lotnictwo. Niewielka liczba pilotów była na nich przeszkolona, a w gotowości bojowej znajdowały się w chwili ataku jedynie trzy pułki, dlatego też większość Jaków-1 znajdujących się na zachodzie nie wzięła udziału w działaniach pierwszych tygodni walk, a duża ich część została zniszczona na ziemi lub porzucona podczas odwrotu.
Udział Jaków w działaniach wojennych zaczął znacząco wzrastać podczas dalszych działań, zwłaszcza od walk pod Moskwą pod koniec 1941. Na przestrzeni 1942 i początku 1943 roku Jaki-1 stały się podstawowymi radzieckimi myśliwcami, uzupełnione przez pokrewne Jak-7. Toczyły ciężkie walki, odnosząc zwycięstwa, a także ponosząc straty m.in. pod Stalingradem i w bitwie kurskiej. Walczyły z samolotami niemieckimi, a także włoskimi, węgierskimi i rumuńskimi. Odnotowano liczne przypadki taranowania na Jakach samolotów wroga. Mimo pojawienia się nowszych i lepszych myśliwców Jak-3 i Jak-9 oraz Ła-5 i Ła-7, Jaki-1 służyły w niektórych jednostkach do końca wojny.
Oprócz lotnictwa radzieckiego, Jaki-1 były używane przez niektóre jednostki sojuszników. Najbardziej znany był pułk Normandie-Niemen złożony z pilotów francuskich, walczący od marca 1943 na froncie wschodnim. W czerwcu 1943 pułk przezbrojono na Jak-9, następnie Jak-3.
Od września 1943 Jaki-1 używane były w polskim 1. Pułku Lotnictwa Myśliwskiego "Warszawa" do końca wojny. Używane były następnie także w 9. i 10. Pułku. Po wojnie, Jaki-1 używane były w Polsce do 1946.
Łącznie wyprodukowano od marca 1940 do lipca 1944 około 8670 samolotów Jak-1 (według danych Komisariatu Przemysłu Lotniczego; jednakże dokładna liczba wyprodukowanych samolotów może być inna i nie została na razie ustalona). Do 1941 roku wyprodukowano 1348, w 1942 – 3474, w 1943 – 2720, w 1944 – 1128 samolotów.  Jaki-1 produkowano w 192 seriach produkcyjnych, od lipca 1941 serie liczyły po 50 maszyn, wcześniej po 20 lub mniej. Z tego, 2947 samolotów miało silniki M-105P i PA, 5672 silniki M-105PF, w tym 4188 samolotów modyfikacji Jak-1b. Ukończone samoloty oddawano do służby do października 1944.

## Ocena samolotu
Jak-1 okazał się najlepszym myśliwcem dostępnym dla Rosjan na początku wojny z Niemcami, lepszym od konkurencyjnych ŁaGG-3 i MiG-3. Mimo to, ustępował niemieckim myśliwcom, zwłaszcza w manewrowości pionowej, a w stosunku do nowszych konstrukcji także w prędkości (Bf 109F) oraz uzbrojeniu (Bf 109G, Fw 190). Miał natomiast lepszą manewrowość w poziomie i doświadczeni piloci mogli skutecznie walczyć z myśliwcami nieprzyjaciela w walce kołowej. Słabości w manewrowości pionowej próbowano przezwyciężać też przez odpowiednią taktykę, jak ugrupowania myśliwców rozwinięte w pionie, w celu możliwości ataku z przewagą wysokości.
Jak-1 i zapoczątkowaną przez niego rodzinę myśliwców można ocenić jako średnio udane konstrukcje. O ile sam płatowiec, po usunięciu początkowych wad konstrukcyjnych, był dość udany, prosty w pilotażu i charakteryzował się dobrymi własnościami lotnymi, to samoloty te cierpiały na skutek niewystarczającej mocy użytych silników. Powodowało to, że miały słabszą manewrowość w płaszczyźnie pionowej i prędkość od myśliwców niemieckich, których silniki z wtryskiem i mechanizacja skrzydeł dodatkowo dawały im przewagę w manewrach pionowych. Na wysokościach 2-4 km, na których rozgrywała się większość walk na froncie wschodnim, przewaga w prędkości samolotów niemieckich nie była jednak wielka. Drugą konsekwencją słabszych silników była niemożność wzmocnienia uzbrojenia, co pociągałoby pogorszenie osiągów. Historia rozwoju myśliwców Jakowlewa to z jednej strony poszukiwanie mocniejszych silników, które przyniosło umiarkowane rezultaty, a z drugiej pogoń za polepszeniem osiągów drogą zmniejszenia masy. W pełni udanym myśliwcem łączącym oba te kierunki stał się dopiero Jak-3, dzięki zachowaniu ścisłej dyscypliny masowej, jednakże brak było mu uniwersalności. Od 1942-43 roku, nowo produkowane wersje Jaków-1, 7 i 9 ustępowały nie tylko myśliwcom wroga, lecz także własnym doskonalszym konstrukcjom Ła-5 i I-185 Polikarpowa (który to nie wszedł do produkcji prawdopodobnie z uwagi na silną pozycję we władzach państwa Jakowlewa, będącego zastępcą ministra przemysłu lotniczego). Należy zauważyć, że samo skierowanie do produkcji niedopracowany wówczas Jak-1  najprawdopodobniej zawdzięczał pozycji Jakowlewa i przychylności dla niego Stalina. Istotną zaletą Jaków było jednak użycie do ich konstrukcji mało deficytowych materiałów.
Samoloty Jak-1 przez cały okres produkcji borykały się z problemami odnośnie do jakości wykonania. Największe problemy występowały na samolotach produkowanych w okresie od zimy do wiosny 1943, kiedy zdarzały się przypadki odrywania się klejonej sklejki na skrzydłach z powodu trudności produkcji w warunkach wojennych. Na wielu seriach kiepska była także przejrzystość oszklenia kabiny, przez co piloci często latali z otwartą kabiną. Ponadto, nigdy do końca nie wyeliminowano problemów z przegrzewaniem się oleju i obryzgiwaniem olejem kabiny pilota. Stara technologia produkcji przy użyciu szablonów, w połączeniu z warunkami wojennymi i brakami kadry technicznej powodowały, że samoloty miały drobne różnice wymiarowe, a część podzespołów nie pasowała do wszystkich samolotów i musiała być indywidualnie dopasowywana – w dużej części drewniana konstrukcja samolotu pozwalała na to, aczkolwiek odbijało się to na osiągach. Dopiero w marcu 1944 wprowadzono produkcję taśmową, która nieco polepszyła sytuację w tym zakresie.

## Inne warianty

### UTI-26
Samolot UTI-26 planowano jako dwumiejscowy wariant szkolno-treningowy do przeszkalania pilotów na I-26 i inne nowe myśliwce (nazwa stanowi skrót od "myśliwiec szkolno-treningowy"). Prototyp przechodził badania latem 1940. Samolot ten nie wszedł do produkcji, lecz na jego bazie rozwinięto linię myśliwców szkolno-treningowych, a następnie myśliwców Jak-7, a dalej Jak-9.

### I-28 (Jak-5)
Niewiele później niż I-26 powstała jego wersja do lotów na wysokościach 8000 – 10 000 m oznaczona I-28. Główną różnicą był zastosowany silnik M-105PD z dwustopniową sprężarką, o mocy 1220 KM (898 kW). W tym samolocie przeprojektowano chłodnicę wody, wydłużono owiewkę i dodano na krawędzi natarcia sloty. Rozpiętość zmniejszono do 9,74 m. Kolejną różnicą był fakt, że jego usterzenie posiadało całkowicie metalowe poszycie. Zbudowano jeden prototyp, oblatany 1 grudnia 1940, lecz na skutek awarii niedopracowanego silnika, przerwano próby. Przez kolejne dwa lata próbowano bezskutecznie dopracować silnik, przewidując skierowanie samolotu do produkcji pod oznaczeniem Jak-5. W 1943 powrócono do koncepcji wysokościowego myśliwca tworząc wariant Jak-9PD.

### I-30 (Jak-3)
Prace rozwojowe nad I-26 doprowadziły do powstania w 1941  prototypu I-30. W porównaniu z Jakiem-1 miał nowy, metalowy płat, dzielący się na centropłat i części zewnętrzne ze slotami, a także metalowe usterzenie. Pierwszy prototyp uzbrojono w dwa działka SzWAK w skrzydłach i jedno w kadłubie, oraz dwa karabiny SzKAS nad silnikiem. W drugiej maszynie I-30-2 (Jak-3-2) uzbrojenie wzmocniono o kolejne dwa karabiny nad silnikiem. Pierwsza maszyna wyposażona została w silnik M-105P ze sprężarką Je-100, jednak ze względu na jej awaryjność silnik wymieniono na M-105P i w taki sam wyposażono drugi prototyp. Od Jaka-1 I-30 miał jedynie gorszą prędkość wznoszenia, lecz znacznie potężniejsze uzbrojenie. Planowano produkcję seryjną pod oznaczeniem Jak-3 (pierwszy o tej nazwie, nie mylić z późniejszym Jakiem-3), lecz niemiecki atak na ZSRR, ewakuacja fabryk i deficyt aluminium sprawiły, że I-30 nie wszedł do seryjnej produkcji.

### Jak-1M
Wzrastająca produkcja duraluminium w drugiej połowie 1942 roku pozwoliła na wprowadzenie w Jaku-1 większych zmian konstrukcyjnych. 15 lutego 1943 zbudowano prototyp lżejszego wariantu, w którym w konstrukcji skrzydeł zastosowano duraluminium, przy zmniejszeniu rozpiętości do 9,2 m. Widoczną różnicą był brak wlotu do chłodnicy oleju pod silnikiem (wloty przeniesiono do nasady skrzydeł). Dzięki zmianom, masę samolotu udało się zredukować do 2655 kg. Początkowo zastosowano silnik M-106, zamieniony wkrótce na M-105PF. Samolot oznaczono Jak-1M, nazywano go też "Moskit" (w starszej literaturze oznaczenie Jak-1M jest błędnie wiązane z wersją Jak-1b). Miał on znacznie lepsze osiągi i manewrowość od Jaka-1. Na drugim prototypie Jaka-1M wprowadzono dalsze zmiany, między innymi zastosowano nowy mocniejszy silnik M-105PF2 i sprawniejszy system chłodzenia. Zwiększono ponadto uzbrojenie do działka 20 mm i dwóch wkm 12,7 mm UBS. Po badaniach państwowych w październiku 1943, skierowano go do produkcji i dalej rozwijano pod nowym oznaczeniem Jak-3.
Oznaczenie Jak-1M jest także używane na prototyp Jak-1 z silnikiem M-107A o mocy 1600 KM, zbudowany w kwietniu 1943 i konstrukcyjnie zbliżony do pierwszego prototypu Jaka-1M. Z powodu konieczności rozwiązania problemów technicznych, głównie z chłodzeniem, został oblatany dopiero 5 października 1943. Uzyskał on prędkość maksymalną aż 716 km/h, lecz silnik jeszcze nie był dopracowany i nie nadawał się do służby (do silnika M-107 jako napędu powrócono w myśliwcach Jak-3 M-107 i Jak-9U).

## Opis techniczny

Silnik WK-105PF (M-105) eksponowany w MLP w Krakowie

Jednosilnikowy jednomiejscowy  dolnopłat konstrukcji mieszanej. Kadłub konstrukcji metalowej kratownicowej, pokryty sklejką w części środkowej i płótnem w pozostałej części, silnik osłonięty zdejmowanymi panelami z blachy duralowej. Skrzydło konstrukcji, metalowej, dwudźwigarowe, pokryte sklejką. Usterzenie klasyczne, konstrukcji metalowej pokryte sklejką; powierzchnie sterowe (w tym lotki) konstrukcji metalowej, pokryte płótnem. Kabina pilota zamknięta, oszklona pleksiglasem. Jak-1 miał za pilotem długą nieprzezroczystą owiewkę, Jak-1b przeszkloną kroplową osłonę kabiny. Część osłony nad pilotem była odsuwana do tyłu. W Jaku-1b przed pilotem i za nim były szyby ze szkła pancernego 65 mm. Podwozie samolotu klasyczne, chowane. Kółko ogonowe chowane na wczesnych Jak-1 i na Jak-1b, stałe na pozostałych. Śmigło trzyłopatowe, metalowe przestawialne (WISz-61P na Jak-1, WISz-105SW na Jak-1b) lub drewniane nieprzestawialne w locie (WISz-105D-50 na Jak-1b), średnicy 3 m. Zapas paliwa – 408 l w 4 zbiornikach w skrzydłach.
Silnik: rzędowy 12-cylindrowy w układzie V, chłodzony cieczą:
- M-105P lub M-105PA – moc 1100 KM na wysokości 2000 m, 1050 KM na 4000 m.
- M-105PF – moc na małej wysokości 1260 KM (700 m), na średniej wysokości 1180 KM (2700 m).

Chłodnica cieczy pod kadłubem, na wysokości krawędzi spływu skrzydeł i tylnej części kabiny pilota. Chłodnica oleju pod silnikiem. Wlot powietrza do gaźnika u nasady lewego skrzydła.
Uzbrojenie:
- Jak-1: działko 20 mm SzWAK strzelające przez wał śmigła (120-130 nabojów) i 2 zsynchronizowane karabiny maszynowe 7,62 mm SzKAS nad silnikiem (po 750 nabojów) (salwa sekundowa 1,856 kg)
- Jak-1b: działko 20 mm SzWAK strzelające przez wał śmigła (140 nabojów) i 1 zsynchronizowany wkm 12,7 mm UBS po lewej stronie nad silnikiem (200 nabojów)

Od października 1941 (43. seria) montowano pod skrzydłami 6 prowadnic dla niekierowanych pocisków rakietowych RS-82. Zaprzestano je montować w maju 1942 z uwagi na pogorszenie osiągów samolotu (skompletowano w tej wersji 1148 samolotów). Ponownie, na większości samolotów z silnikiem M-105PF (od 80. do 126. i od 148. serii do końca) montowano cztery wyrzutnie pocisków rakietowych RS-82 i dwa wyrzutniki dla bomb 100 kg, lecz z powodu obniżenia osiągów samolotu, na wielu z nich były one demontowane w jednostkach. Pociski RS-82 mogły służyć do zwalczania grup bombowców lub celów naziemnych.
Radiostacja montowana na samolotach składała się z odbiornika PSI-4 "Maliutka" i nadajnika PSI-3 "Orioł". Pierwsze samoloty nie miały radiostacji, następnie odbiorniki montowano na co dziesiątym, później co piątym, co trzecim, a od 20 sierpnia 1942 na każdym samolocie. Nadajniki również montowano na co dziesiątym (maszyny dowódców), od 20 sierpnia 1942 na co piątym, a od 1 października 1942 na co trzecim samolocie.

## Dane techniczne
| Model                                   | I-26-1        | Jak-1 wczesny (nr 0511) | Jak-1 seryjny | Jak-1 późny    | Jak-1b wczesny (nr 1699) | Jak-1b późny (nr 3712) |
| Silnik (moc KM)                         | M-105P (1050) | M-105P (1050)           | M-105P (1050) | M-105PF (1180) | M-105PF (1180)           | M-105PF (1180)         |
| Rozpiętość (m)                          | 10,00         | 10,00                   | 10,00         | 10,00          | 10,00                    | 10,00                  |
| Długość (m)                             | 8,50          | 8,50                    | 8,50          | 8,50           | 8,50                     | 8,50                   |
| Powierzchnia nośna (m²)                 | 17,15         | 17,15                   | 17,15         | 17,15          | 17,15                    | 17,15                  |
| Masa własna (kg)                        | 2206          | -                       | 2246          | 2412           | -                        | 2300                   |
| Masa startowa (kg)                      | 2701          | 2832                    | 2951          | 2917           | 2920                     | 2880                   |
| Prędkość maks. (km/h) nad ziemią        | 490           | 490                     | 487           | 510            | 524                      | 528                    |
| Prędkość maks. (km/h) /na wysokości (m) | 586 / 3000    | 573 / 4860              | 560 / 4800    | 571 / 3650     | 584 / 3500               | 597 / 4300             |
| Pułap praktyczny (m)                    | 10 200        | 10 500                  | 9 900         | 10 000         | -                        | 10 300                 |
| Zasięg (km)                             | 700           | -                       | 784           | 650            | -                        | 710                    |
| Czas wznoszenia na 5000 m (min.)        | -             | 5,26                    | 6,80          | 6,40           | 5,20                     | 6,00                   |